# Super Rugby Aupiki
Ne doit pas être confondu avec Super Rugby Women's ou Super Rugby.
Pour les articles homonymes, voir Super Rugby (homonymie).
Le Super Rugby Aupiki est une compétition professionnelle féminine de rugby à XV organisée en Nouvelle-Zélande, et opposant quatre franchises régionales. La première édition est disputée en 2022 (en).
La compétition, au statut professionnel et comptant quatre équipes, s'insère dans le calendrier en début de saison, avant la Pacific Four Series.

## Histoire

### Création
La compétition est créée afin de mettre en place un échelon intermédiaire entre la Farah Palmer Cup (le championnat des provinces, complètement amateur) et l'équipe nationale, les Black Ferns. Évoluer en Super Rugby Aupiki est un prérequis pour être sélectionnée en équipe nationale.

### Des débuts sous la menace de la pandémie de Covid-19
À l'origine, l'édition 2022 (en) devait se conclure par une finale mais à cause des contraintes liées à la pandémie de Covid-19, celle-ci est annulée et les Chiefs Manawa, premières au classement furent déclarées championnes.
L'édition 2023 (en) est allongée de trois à cinq semaines avec la mise en place d'une phase finale, et est remportée par Matatū.
Pour 2024, la compétition s'allonge encore puisque les rencontres passent au format aller-retour suivies d'une finale (soit sept semaines de compétition). Les équipes sont autorisées à signer trente joueuses (au lieu de vingt-huit précédemment), et la durée des contrats est allongée : les joueuses sont désormais signées pour huit semaines de préparation et quatre semaines de pré-saison (incluant deux matchs amicaux) en plus de la compétition proprement dite. Les deux défaites en WXV face à l'Angleterre et la France ont pesé dans la décision de renforcer la compétition. Le 13 avril 2024, les Blues remportent la compétition pour la première fois après leur victoire 24 à 18 en finale contre les Chiefs Manawa.

### 2025: premier rapprochement avec l'Australie
À l'occasion de l'édition 2025, pour la première fois, l'équipe championne rencontre l'équipe titrée dans le Super Rugby Women's lors d'une grande finale disputée le 17 avril. Les Blues sont de nouveau sacrées championnes en venant à bout de Matatū 26 à 19 et remportent également la finale contre les Waratahs, championnes du Super Rugby Women's, sur le score de 36 à 5,.

## Statut des joueuses
La rémunération des joueuses est basée sur un contrat unique, quel que soit leur statut, leur temps de jeu ou leurs performances. En 2024, ce contrat est d'un montant de 17 000 $NZ par saison (environ 9 300 € sur quatre mois).

## Format
La compétition consiste en une poule unique où les équipes se rencontrent en matchs aller-retour. Au bout des six journées, les deux meilleures équipes disputent la finale.
Les trois équipes du nord sont calquées sur les franchises masculines. L'île du sud est représentée par Matatū, basée à Christchurch, gérée par les Crusaders, mais incluant l'aire géographique des Highlanders.
| Équipe          | Ville        | Stade                       | Capacité |
| --------------- | ------------ | --------------------------- | -------- |
| Blues           | Auckland     | Eden Park                   | 50 000   |
| Chiefs Manawa   | Hamilton     | FMG Stadium                 | 25 800   |
| Hurricanes Poua | Wellington   | Wellington Regional Stadium | 34 500   |
| Matatū          | Christchurch | Rugby League Park           | 18 600   |

## Palmarès
| Saison    | Champion      | Score          | Finaliste       |
| --------- | ------------- | -------------- | --------------- |
| 2022 (en) | Chiefs Manawa | Finale annulée | Hurricanes Poua |
| 2023 (en) | Matatū        | 33 - 31        | Chiefs Manawa   |
| 2024      | Blues         | 24 - 18        | Chiefs Manawa   |
| 2025      | Blues         | 26 - 19        | Matatū          |

## Identité
En maori, aupiki désigne le fait de monter, s'élever, et par extension de réussir. C'est aussi un concept spirituel qui désigne l'ascension vers le royaume céleste.